# Friedrich Lautenschlager
Friedrich Lautenschlager (* 2. Oktober 1890 in Niefern; † 11. Januar 1955 in Karlsruhe) war ein deutscher Bibliothekar und Historiker. Von 1936 bis 1955 war er Direktor der Badischen Landesbibliothek in Karlsruhe. Die Bibliographie der badischen Geschichte wird nach ihrem ersten Herausgeber als Lautenschlager zitiert.

## Leben
Lautenschlager legte am Reuchlin-Gymnasium Pforzheim das Abitur ab und studierte danach in Berlin, Freiburg im Breisgau und Heidelberg Geschichte, Germanistik, Romanistik und Latein. 1915 wurde er mit der Arbeit Die Agrarunruhen in den badischen Standes- und Grundherrschaften im Jahre 1848 an der Universität Heidelberg promoviert, 1916 legte er das Staatsexamen für den höheren Schuldienst ab.
Im Jahr 1915 übernahm Lautenschlager die Redaktion der Bibliographie der badischen Geschichte, die 1908 von der Badischen Historischen Kommission ins Leben gerufen worden war. Ebenfalls 1915 wurde er als wissenschaftlicher Bibliothekar an der Universitätsbibliothek Heidelberg angestellt, zunächst als Volontär, dann als wissenschaftlicher Hilfsarbeiter, 1921 als außerplanmäßiger Bibliothekar und 1924 als planmäßiger Bibliothekar. 1929 wurde er Mitglied der Badischen Historischen Kommission. 1936 wurde er zum Direktor der Badischen Landesbibliothek in Karlsruhe berufen, die er – 1945 bis 1948 durch die amerikanische Militärregierung seines Amtes enthoben – bis zu seiner Pensionierung im Jahr 1955 leitete. Lautenschlager baute die 1942 bei einem Luftangriff fast vollständig vernichteten Bestände der Badischen Landesbibliothek wieder auf. Es gelang ihm bis zu seinem Tod 1955, die Kriegsverluste etwa zur Hälfte wieder auszugleichen.
Ein Teil seines Nachlasses kam 2023 an die Badische Landesbibliothek.

## Veröffentlichungen (Auswahl)

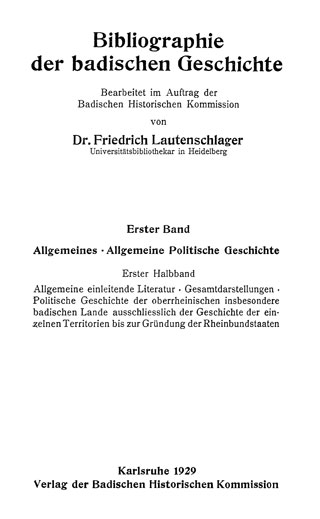
Der Lautenschlager (Titelblatt)

- Die Agrarunruhen in den badischen Standes- und Grundherrschaften im Jahre 1848, Heidelberg 1915 (Nachdruck 1976).
- Volksstaat und Einherrschaft. Dokumente aus der badischen Revolution 1848/1849, Konstanz 1920
- Bibliographie der badischen Geschichte, hrsg. von d. Kommission für Geschichtliche Landeskunde in Baden-Württemberg in Verbindung mit der Badischen Landesbibliothek Karlsruhe. Begr. von Friedrich Lautenschlager. Bearb. von Werner Schulz. Kohlhammer (Digitalisat)